# Sargus bipunctatus
Sargus bipunctatus – gatunek muchówki z rodziny lwinkowatych i podrodziny Sarginae.
Gatunek ten opisany został w 1763 roku przez Giovanniego Antonio Scopoliego jako Musca bipunctata.
Muchówka o smukłym ciele długości od 9 do 13 mm. Głowa jest duża, dychoptyczna u obu płci, ubarwiona metalicznie zielono lub błękitnie, u samicy z czarnym czołem. Przyoczka rozmieszczone są na planie trójkąta równobocznego. Czułki są brunatnoczarne z czerwonobrunatnym członem końcowym. Śródplecze jest metalicznie niebieskozielone i żółto owłosione. Skrzydła zabarwione są brunatnie. Odwłok u samca jest brązowozielony z fioletowym ostatnim segmentem, natomiast u samicy metalicznie niebieski z żółtymi dwoma początkowymi tergitami i bocznymi krawędziami następnych. Kolor odnóży jest pomarańczowożółty.
Larwy są spłaszczone grzbietobrzusznie. Wzdłuż ciała na brzuchu i plecach mają po sześć pasów. Podobne są larwy Hermetia illucens, występujące na podobnych siedliskach, ale one są jednolicie ubarwione i mają dłuższe szczecinki. 
Larwy żywią się rozkładającą się materią organiczną różnego pochodzenia: kompostem, butwiejącym drewnem, rozkładającą się grzybnią, kałem kręgowców czy padliną.
Owad holarktyczny, w Europie znany z Hiszpanii, Francji, Irlandii, Wielkiej Brytanii, Holandii, Niemiec, Szwajcarii, Austrii, Włoch, Słowenii, Polski, Czech, Słowacji, Węgier, Chorwacji, Rumunii, Bułgarii, Serbii, Albanii, Grecji i południowej Rosji. Ponadto występuje na Bliskim Wschodzie, w Afryce Północnej i Ameryce Północnej. W Polsce początkowo znany z południa kraju, w XXI w. stwierdzono go również w Łodzi. Imagines są aktywne od czerwca do listopada, a największe zagęszczenia są obserwowane we wrześniu i październiku.